# Nidec
Nidec Corporation (日本 電 産 株式会社 Nihon Densan Kabushiki-gaisha) è un'azienda giapponese produttrice di componentistica elettrica, fondata il 23 luglio 1973.
La società ha la più grande quota di mercato globale per le componenti che alimentano gli hard disk.
A partire dal 2017, l'azienda ha 296 società controllate localizzate in Giappone, Asia, Europa e nelle Americhe. Nidec è quotata alla prima sezione della Borsa di Tokyo e fa parte dell'indice Topix 100.
La società era al numero 42 dell'edizione 2005 della lista Businessweek Infotech 100 ed era presente nell'elenco stilato nel 2014 delle aziende più innovative secondo Forbes. Il 24 aprile 2018 ha acquistato dal gruppo Whirpool la Embraco.